# Cesare Gentile
Il Serenissimo Cesare Gentile (Genova, 1614 – Genova, 1681) fu il 119º doge della Repubblica di Genova e re di Corsica.

## Biografia

Stemma nobiliare dei Gentile

Esponente della famiglia Gentile del ramo di Pignolo, nacque a Genova nel 1614. Come altri esponenti della nobiltà genovese anche i Gentile parteciparono attivamente nella guerra del 1625 tra la Repubblica e il Ducato di Savoia: suo padre e lo stesso Cesare, poco più che decenne, scesero in campo al fianco della patria. Il suo primo incarico pubblico lo ricevette all'età di vent'anni quando fu chiesta la sua presenza nel rendere gli onori all'ammiraglio di Castiglia in viaggio verso la Sicilia.
Nel tempo ricoprì diverse cariche di stato, fu estratto tra i senatori della Repubblica e ne uscì indenne dalla pestilenza che colpì la capitale genovese e le Riviere tra il 1656 e il 1657.
A 53 anni, il 10 maggio 1667, il Gran Consiglio lo elesse nuovo doge di Genova: il settantaquattresimo in successione biennale e il centodiciannovesimo nella storia repubblicana. In qualità di doge fu investito anche della correlata carica biennale di re di Corsica.
Guidò un dogato pressoché tranquillo e d'amministrazione, salvo alcuni dissidi con il Capitolo della cattedrale di San Lorenzo, con l'arcivescovo genovese Giambattista Spinola e con l'Inquisitore del Sant'Uffizio (quest'ultimo fu costretto ad allontanarsi dal territorio della repubblica). Durante il suo mandato, inoltre, furono confermate le cattedre universitarie di diritto canonico e civile, filosofia morale e matematica al Collegio dei Gesuiti.
Cessato il dogato il 10 maggio 1669 Cesare Gentile ancora si occupò di incarichi pubblici e partecipò in prima linea negli scontri del 1672 nella Riviera di Ponente tra lo stato genovese e il ducato sabaudo.
Morì a Genova nel corso del 1681 e fu sepolto all'interno della basilica di San Siro.